# جنس (زیست‌شناسی)
جنس ویژگی نر یا ماده در جاندارانی است که گونه‌ها را از طریق تولیدمثل جنسی تکثیر می‌کنند. بسیاری از گیاهان و تقریباً همهٔ جانوران از تولیدمثل جنسی بهره می‌برند. جانوران معمولاً متحرک هستند و برای جفت‌گیری به دنبال شریک جنس مخالف می‌روند. جانوران آبزی می‌توانند با به‌کارگیری لقاح خارجی جفت‌گیری کنند، در حالی که بیشتر جانوران خشکی‌زی مانند خزندگان، پرندگان و پستانداران از جمله انسان از لقاح داخلی بهره می‌برند. گیاهان عموماً بی‌حرکت هستند و در گیاهان دانه‌دار تولیدمثل جنسی به گرده‌افشانی وابسته است، یا از طریق خودگرده‌افشانی، یا از طریق دگرگرده‌افشانی با گیاهان دیگر از همان گونه.
انسان‌ها و دیگر پستانداران دارای دو کروموزوم جنسی به نام X و Y هستند. ماده‌ها دارای دو کروموزوم X و نرها دارای کروموزوم X و همچنین Y هستند. به این روش، روش گزینش جنسی XY گفته می‌شود. در جاندارانی با این روش تعیین جنسیت، تخمک‌ها دارای یک کروموزوم X هستند، در حالی که سلول‌های اسپرم حاوی کروموزوم X و Y هستند که اگر تخمک دارای کروموزوم X توسط اسپرمی که دارای کروموزوم X است بارور شود فرزند ماده خواهد بود و اگر توسط اسپرمی با کروموزوم Y بارور شود فرزند نر خواهد بود یعنی جنس ماده دربرگیرندهٔ دو کروموزوم XX و جنس نر دارای دو کروموزوم XY است که این نشان‌دهندهٔ آن است که نر هنگام لقاح جنسیت فرزندان را تعیین می‌کند.
در جانوران دیگر، سیستم‌های تعیین جنسیت مختلف هم وجود دارد مانند سیستم ZW در پرندگان و سیستم تعیین جنسیت X0 در حشرات و سیستم‌های مختلف محیطی در خزندگان و سخت‌پوستان و همچنین قارچ‌ها ممکن است دارای سیستم‌های جفت‌گیری پیچیده آللی باشند، با جنسیت‌هایی که به‌طور دقیق به عنوان نر، ماده یا هرمافرودیت شناخته نمی‌شوند.